# مدل جانوری

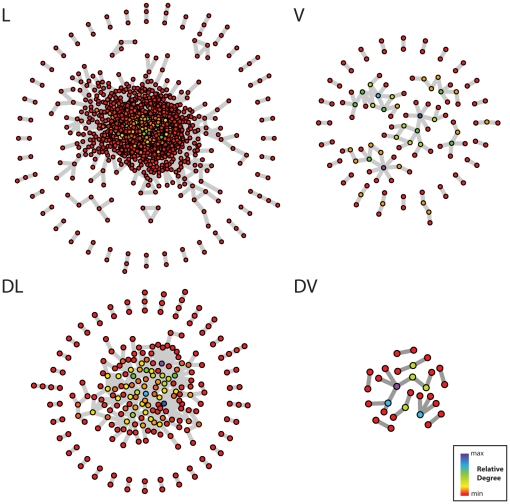
تعاملات ژنتیکی

مدل جانوری، (مخفف مدل بیماری جانوری) جانوری زنده، غیرانسانی و اغلب با ژنتیک مهندسی‌شده است که در طول پژوهش و بررسی بیماری‌های انسانی برای درک بهتر روند بیماری و بدون خطر آسیب‌رساندن به انسان به‌کار گرفته می‌شود. اگرچه فعالیت زیستی در یک مدل جانوری تأثیری را در انسان تضمین نمی‌کند، بسیاری از داروها، تیمارها و درمان بیماری‌های انسانی تا حدی با جهت‌دهی مدل‌های جانوری توسعه یافته‌اند. مدل‌های جانوری که گروه‌های طبقه‌بندی خاص را در پژوهش و مطالعۀ فرآیندهای رشد نشان می‌دهند، جانداران مدل نیز نامیده می‌شوند. سه گونۀ اصلی از مدل‌های جانوری وجود دارد: همولوگ، ایزومورف و پیش‌بینی. جانوران همولوگ دارای علل، علائم و گزینه‌های درمانی یکسانی با انسان‌هایی که بیماری مشابهی دارند هستند. جانوران ایزومورف تنها علائم و درمان‌های مشابهی دارند. مدل‌های پیش‌بینی تنها از چند جنبه شبیه به یک بیماری خاص انسانی هستند. با این حال، این‌ها در جداسازی و پیش‌بینی سازوکارهای مجموعه‌ای از ویژگی‌های بیماری سودمند می‌باشند.